# Döbrököz, Tolna
Döbrököz  este un sat în districtul Dombóvár, județul Tolna, Ungaria, având o populație de 2.073 de locuitori (2011). 

## Demografie
Componența etnică a satului Döbrököz
     Maghiari (90,4%)
     Romi (6,23%)
     Germani (3,02%)
     Necunoscut (0,15%)
     Români (0,2%)
     Alții (0,15%)
Componența confesională a satului Döbrököz
     Romano-catolici (64,74%)
     Fără religie (12,83%)
     Reformați (2,56%)
     Necunoscută (18,77%)
     Alte religii (1,98%)
Conform recensământului din 2011, satul Döbrököz avea 2.073 de locuitori. Din punct de vedere etnic, majoritatea locuitorilor (90,4%) erau maghiari, existând și minorități de romi (6,23%) și germani (3,02%). Apartenența etnică nu este cunoscută în cazul a 0,15% din locuitori.  Din punct de vedere confesional, majoritatea locuitorilor (64,74%) erau romano-catolici, existând și minorități de persoane fără religie (12,83%) și reformați (2,56%). Pentru 18,77% din locuitori nu este cunoscută apartenența confesională.